# Tofana di Dentro
Die Tofana di Dentro (deutsch Innere Tofana, auch Tofana di Fuori, Hintere/Äußere Tofana, Tofana de Inze oder Tofana III) ist ein 3238 m s.l.m. hoher Berg in den Dolomiten in der italienischen Provinz Belluno. Sie bildet nach der Tofana di Mezzo die zweithöchste Erhebung der dreigipfeligen Tofane westlich von Cortina d’Ampezzo.

## Lage und Umgebung
Die Tofana di Dentro ist der nördlichste der drei Tofana-Gipfel und trägt ausgehend von der südlichen Tofana di Rozes auch den Namen Tofana III. Sie „versteckt“ sich hinter der gut 600 Meter südlich gelegenen Tofana di Mezzo, mit der sie über einen Grat verbunden ist. Zwischen den beiden Gipfeln liegt die Forcella Tofana (3084 m). Nach Nordosten verläuft der Grat weiter zur Cima Formenton (2830 m) mit dem Bivacco Baracca degli Alpini. Nach Osten hin fällt das Gelände jäh ab und bildet zusammen mit der mittleren Tofana die über 500 Meter hohen Ostabstürze der Tofane.

## Alpinismus

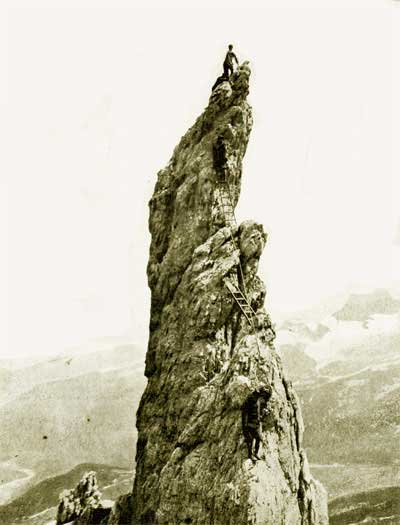
Erschließung des Dito di Dio unterhalb der Tofana III im Zuge des Gebirgskriegs

Die Tofana di Dentro sollte erstmals im Zuge der Katastralvermessung Tirols erstiegen werden, was jedoch nicht gelang. So schickte sich Paul Grohmann Jahre später an, den Gipfel zu besuchen. Mit dem heimischen Bergführer Angelo Dimai betrat er am 27. August 1865 die Spitze und komplettierte damit seine Erstbesteigungen der Tofane, nachdem er zwei Jahre zuvor die Tofana di Mezzo und 1864 die Tofana di Rozes erklommen hatte. Die beiden wählten dabei den heute nicht mehr üblichen Aufstieg von vorne in die Forcella Tofana. Grohmann attestierte der Tofana di Dentro einen besonderen Vorzug gegenüber der mittleren Spitze:
„[...] vor Allem aber unvergesslich ist mir der Anblick des Beckens von Ampezzo selbst geblieben, mit seinen lachenden Fluren und seinen zahlreichen Ansiedlungen. [...] Das Ganze vereinigt sich zu einer äusserst genussreichen Aussicht und ich glaube, dass die Tofana di fuori wegen ihrer günstigeren Stellung zum Boitethal und zum Thale des Felizon, der Tofana di mezzo vorzuziehen sein dürfte.“
Im Ersten Weltkrieg tobten um den Berg wie auch in der näheren Umgebung erbitterte Kämpfe. Sowohl die Tofana III als auch die Tofana II wurden dabei im Zuge der Ersten Dolomitenoffensive von den italienischen Alpini besetzt.

## Aufstieg
Der Gipfel, der sich häufig mit Firnschneide präsentiert, wird heute zumeist in Kombination mit der sechs Meter höheren Tofana di Mezzo erstiegen. Für einen Aufstieg bestehen im Grunde drei Möglichkeiten.
- Vom Rifugio Cima Tofana an der Seilbahn-Bergstation der Freccia nel cielo führt die mäßig schwierige Via ferrata Lamon (Schwierigkeit B) in einer Stunde über den Grat zur Tofana di Dentro.
- Ein etwas anspruchsvollerer Aufstieg kann über die Via ferrata Formenton (ebenfalls B) auf dem Nordostgrat erfolgen. Als Ausgangspunkt empfiehlt sich das Rifugio Ra Valles (2470 m) an der Seilbahn-Mittelstation. Dieser Steig wird auch gerne im Abstieg begangen und erfordert Vorsicht bei Firn- und Schneefeldern.[2]
- Der Normalanstieg zur Tofana di Mezzo beginnt beim Rifugio Giussani (2580 m) und führt unschwierig in die Forcella Tofana. Der weitere Weg zur Tofana di Dentro verläuft über die Via ferrata Lamon.